# Peronura
Peronura is een geslacht van rechtvleugeligen uit de familie sabelsprinkhanen (Tettigoniidae). De wetenschappelijke naam van dit geslacht is voor het eerst geldig gepubliceerd in 1889 door Karsch.

## Soorten
Het geslacht Peronura omvat de volgende soorten:
- Peronura clavigera Karsch, 1889
- Peronura hildebrandtiana Karsch, 1889
- Peronura uguenoensis Hemp, 2002